# صفینه، حماة
صفینه (به عربی: صفینة) یک روستا در سوریه است که در حماه واقع شده‌است. صفینه ۴۳۲ نفر جمعیت دارد.